# Förändringsledning
Förändringsledning eller Förändringsstyrning är ett strukturerat tillvägagångssätt för att ledsaga individer, grupper och organisationer från nuläget till ett önskvärt framtida läge.
Förändringsledning fokuserar på att åstadkomma positiva beteendeförändringar hos människor genom att få dem att själv vilja förändra sitt beteende. Förespråkare för användning av förändringsledning menar att eftersom beteendeförändringar som sker genom tvång löper stor risk att inte bli beständiga så medför användning av förändringsledning ett mer långsiktigt förändringsperspektiv. Ju större krav på beteendeförändring hos människor i samband med en förändring, desto större vikt att använda sig av förändringsledning för att öka chansen att åstadkomma bestående förändringar.

## Förändringsledning jämfört med projektledning
Om projektledning fokuserar på den tekniska lösningen i en förändring så fokuserar förändringsledning på människorna i förändringen. Exempelvis kan projektledning fokusera på att ta fram ett nytt verktyg och tillhörande arbetsinstruktion för en grupp människor medan förändringsledning fokuserar på att skapa förståelse och acceptans för verktyget hos mottagarna.
Förändringsledning utgör således ett komplement till projektledning genom att de två professionerna fokuserar på olika saker. Gränsen mellan förändringsledning och projektledning är emellertid inte knivskarp och i mindre projekt är det inte ovanligt att bägge rollerna innehas av en och samma individ (projektledaren).

## Modeller för förändringsledning
Ett flertal modeller finns tillgängliga för att underlätta förståelsen för människors reaktioner till förändring ur ett organisationsperspektiv.

### DCOM (Direction, Competence, Opportunity, Motivation)
DCOM är en strukturerad modell för att lyckas med beteendeförändring utifrån OBM (Organizational behavior management) och utvecklades av Continuous Learning group (idag ALULA). I Sverige översätts modellen ofta till RKMM - Riktning, Kompetens, Möjlighet och Motivation. Tanken är att utifrån önskat resultat bestämma sig för ett eller flera nyckelbeteenden som organisationen behöver utveckla och stötta.
- Riktning - är det tydligt för alla vad som är viktigast för organisationen?
- Kompetens - har vi förmågan som krävs för att lyckas med det?
- Möjlighet - Finns det tillräckligt med resurser? Finns det något som hindrar oss?
- Motivation - Följer vi upp och belönar beteenden som stöttar riktningen?

### PCI (People Centered Implementation)
PCI är en modell som utvecklats av Changefirst, och har successivt förbättrats sedan 1990-talet. Modellen har använts av organisationer i över 35 länder. PCI beskriver de sex framgångsfaktorerna som måste hanteras för att bygga engagemang för förändringar.
1. Gemensamt syfte för förändringen - skapa och dela ett gemensamt syfte för förändring
2. Effektivt ledarskap för förändring - utveckla ett starkt ledarskap för förändringen
3. Kraftfulla motivationsprocesser - skapa planer för att engagera folk i förändringen
4. Engagerade lokala sponsorer - skapa förståelse och engagemang hos mellanchefer och gruppchefer
5. Stark personlig koppling (Strong Personal Connection) - skapa engagemang och beteendeförändrande aktiviteter för medarbetarna
6. Sustained Personal Performance - stöd medarbetarna i deras jobb att anpassa sig till förändringen, samtidigt som eventuellt motstånd ska hanteras på ett försiktigt och empatiskt sätt.

### Prosci
Prosci är ett företag som genomför studier för att utröna vilka faktorer som är viktigast att ta hänsyn till i en förändring. Proscis senaste undersökning är daterad från 2009 och omfattar 575 organisationer i 65 länder. Enligt den är de fem viktigaste bidragande orsakerna till lyckade förändringar:
1. Aktivt och synligt sponsorskap från högsta ledningen
2. Återkommande och öppen kommunikation om behovet av förändringen
3. Ett strukturerat angreppssätt för att hantera människorna i förändringen
4. Tydligt avsatta resurser och en öronmärkt budget för förändringsledning
5. Engagerade medarbetare som aktivt deltar i förändringsarbetet

#### ADKAR
Prosci har vidareutvecklat en modell som ursrungligen är framtagen av amerikanen Jeffrey M. Hiatt. ADKAR-modellen beskriver de olika steg som individer i en förändring behöver ta för att förändringen ska vara framgångsrik. Modellen och dess verktyg har fått stort genomslag och används idag av 2/3 av Fortune 100 företagen. De fem stegen inkluderar:
1. Awareness – medvetenhet om behovet av förändring
2. Desire – viljan att förändras
3. Knowledge – kunskapen att prestera optimalt i det önskade läget
4. Ability – möjligheten (t.ex. tid, verktyg etc.) att prestera i det önskade läget
5. Reinforcement – förankring av det önskade läget för att motverka regression

### Kotters 8-stegsmodell för förändring
John Kotter är professor i ledarskap vid Harvard Business School och har skrivit totalt 17 böcker kring ledarskap och förändringsledning. I hans mest populära bok, Leading change, beskriver Kotter 8 nödvändiga steg för lyckade förändringar: Modellen vidareutvecklades senare av John Kotter tillsammans med Dan S. Cohen till att innehålla 9 steg - det nionde steget handlar om att kontinuerligt mäta och följa upp förändringsbenägenhet och detaljerades framförallt i deras bok "Heart of change - Field Guide".
1. Skapa en känsla av akut behov- Övertyga organisationen om nödvändigheten av att förändras. Belys riskerna med att inte förändras. Förmedla en känsla av att tiden börja rinna ut.
2. Bilda en sponsorkoalition - Bakom varje framgångsrik förändring behövs ett nätverk av sponsorer. Ofta räcker det inte att vara ensam drivkraft bakom en större förändring. Skapa därför en liten kärna på 3-5 personer som tillsammans besitter rätt kompetens, makt och status.
3. Utveckla en vision för förändringen - För att kunna nå ut till en stor mängd människor behövs en sammanfattande och tilltalande bild av vad förändringen ska åstadkomma. En välskriven vision skapar engagemang, rättfärdigar förändringen och agerar ledstjärna vid övergripande beslut.
4. Kommunicera visionen - Kommunicera mycket och ofta. Använd organisationens alla kommunikationskanaler och kommunicera så folk förstår. Enklaste sättet att stjälpa en förändring är att aldrig tala om den.
5. Ge människor möjligheter att realisera förändringen - Ge människor möjlighet att agera genom att eliminera hinder. Det kan t.ex. vara brist på tid, pengar, kompetens eller stöd. Det kan även handla om motstånd från personer i organisationen.
6. Skapa snabba vinster - Snabba vinster hjälper till att övertyga de som fortfarande tvivlar på förändringen. Dessutom hjälper det till att hålla engagemanget uppe för de som arbetar i förändringen.
7. Bibehåll momentum i förändringen - Undvika att ta ut segern i förskott. Följ upp, utvärdera och fortsätt förändra. Fortsätt diskutera och kommunicera förändringen. Risken är annars stor att förändringen inte får fäste och att människor återgår till gamla vanor och beteenden.
8. Förankra det nya tillståndet - Det nya tillståndet behöver bli en naturlig del av den rådande kulturen. Först då är förändringen garanterad att bli bestående.
9. Att kontinuerligt mäta och följa upp förändringsbenägenhet

## Förändringsmotstånd i organisationer
Förändringsmotstånd i organisationer kan bero på att förändringen ses som ett hot, då förändringar upplevs som mer osäkra än att lämna saker som de är. Förändringar kan splittra grupper och förändra hierarkier och relationer; personers status inom organisationen kan hotas. Förändringar kan ställa krav på personer att utveckla ny kunskap och lära sig nya färdigheter. När det rör sig om effektiviseringar och automatiseringar i en organisation kan dessa leda till ökad arbetsbelastning och monotonare arbetsuppgifter.
Det är inte bara egenskaper i själva förändringen som påverkar motståndet, det har även stor betydelse varifrån förändringen initieras.